# Blue for Two (musikalbum)
Blue for Two är debutalbumet för Blue for Two utgivet i maj 1986. Inspelad februari och mars 1986 i Music-A-Matic Studio, Göteborg.  
Musiken bygger mer på ackord och atmosfärer än melodi. Tung soul och disco med stadigt trummaskinkomp. Här övergår cooljazz i brännande gitarr från Chips Kiesbye. Långsamma epos som lånat form från den symfoniska rocken. Syntar och samplade effekter men också trumpet, sax och trombon. På flera av låtarna har man kombinerat stor dramatik med Freddie Wadlings intresse för blues och filmiska effekter. Gruppen hade redan innan albumet släppt tre singlar, och låten Ships blev en favorit vid gruppens liveframträdande. 

## Låtlista[3]
1. Catch Me – 4:53
2. Moon Madness – 4:29
3. Five Days in a Row – 3:29
4. Like Every New Day – 4:41
5. Essential Sex – 4:17
6. Firebird – 4:34   (White Noise-cover)
7. Pure Fascination – 4:19
8. Ships – 4:11

## Musiker
- Freddie Wadling - sång
- Henryk Lipp - effekter och de flesta instrument
- Chips Kiesbye - gitarr och slidegitarr
- Johan Söderberg - percussion
- Gino de Vaughn - trumpet
- Michael Karlsson - tenorsax
- Ralph Souvik - trombon
- Charlotte - kör
- Gitte - kör
- Peter Davidsson - kör
- Ilbert - synthesizers, programmering av trummaskiner, sampling av ljud
- C. Eastwood - piska på Pure Fascination